# Porto Vecchio

Porto Vecchio (en francés : Porto-Vecchio ; en corso: Portivechju) es una localidad de Francia situada en el departamento de Córcega del Sur, en la isla de Córcega.

## Demografía
| ... | 1241 | 1438 | 1298 | 2015 | 2007 | 2071 | 1971 | 2117 | 2290 | 2203 | 1811 | 2636 | 2655 | 2844 | 3018 | 3195 | 3353 | 3512 | 3929 | 4242 | 4743 | 4746 | 5304 | 3339 | 5091 | 4494 | 5148 | 7510 | 8095 | 9307 | 10 326 | 11 326 |
| Para los censos de 1962 a 1999 la población legal corresponde a la población sin duplicidades (Fuente: INSEE [Consultar]) |      |      |      |      |      |      |      |      |      |      |      |      |      |      |      |      |      |      |      |      |      |      |      |      |      |      |      |      |      |      |        |        |

## Imágenes

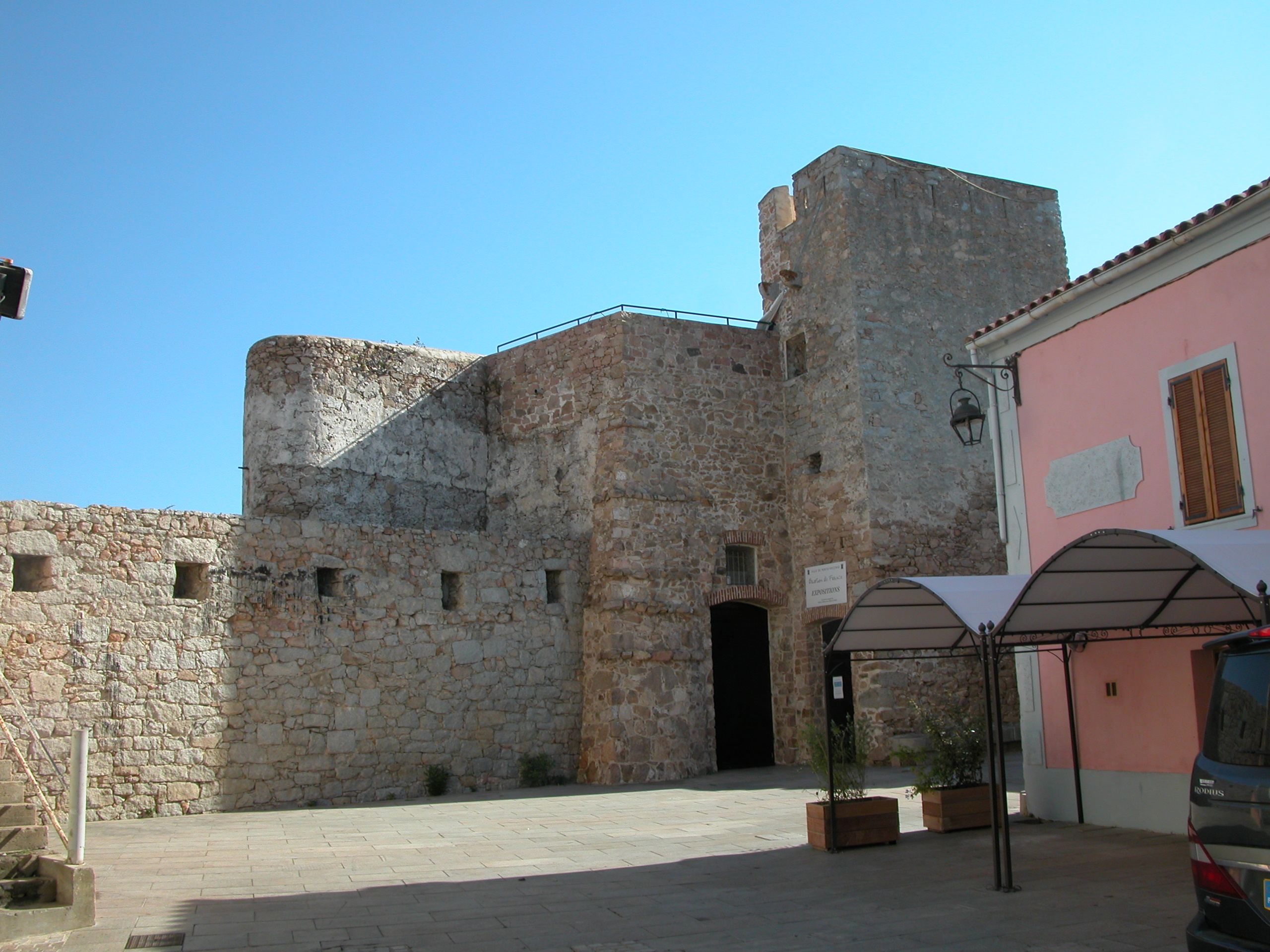
Bastion de France
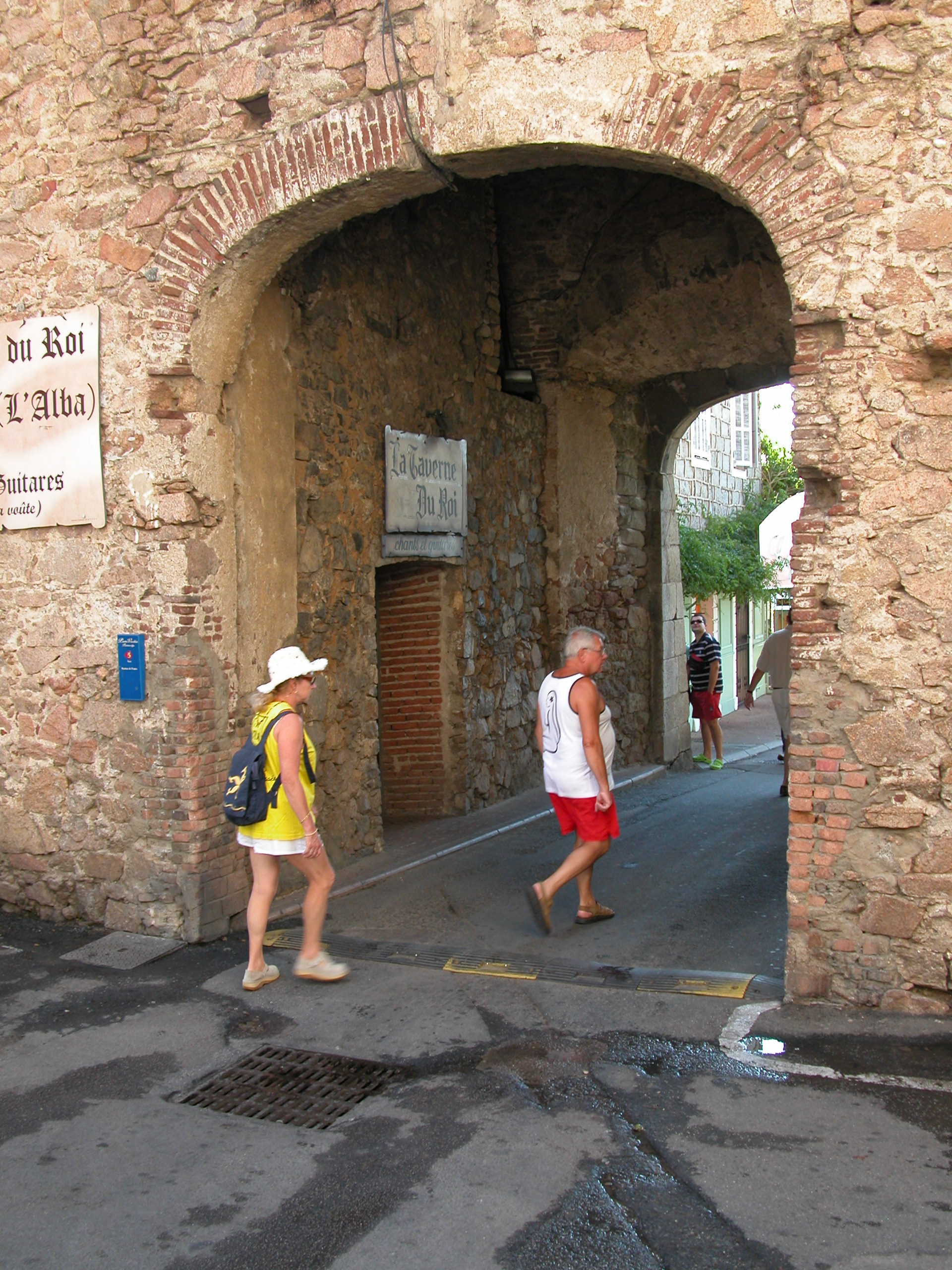
La Porte Génoise
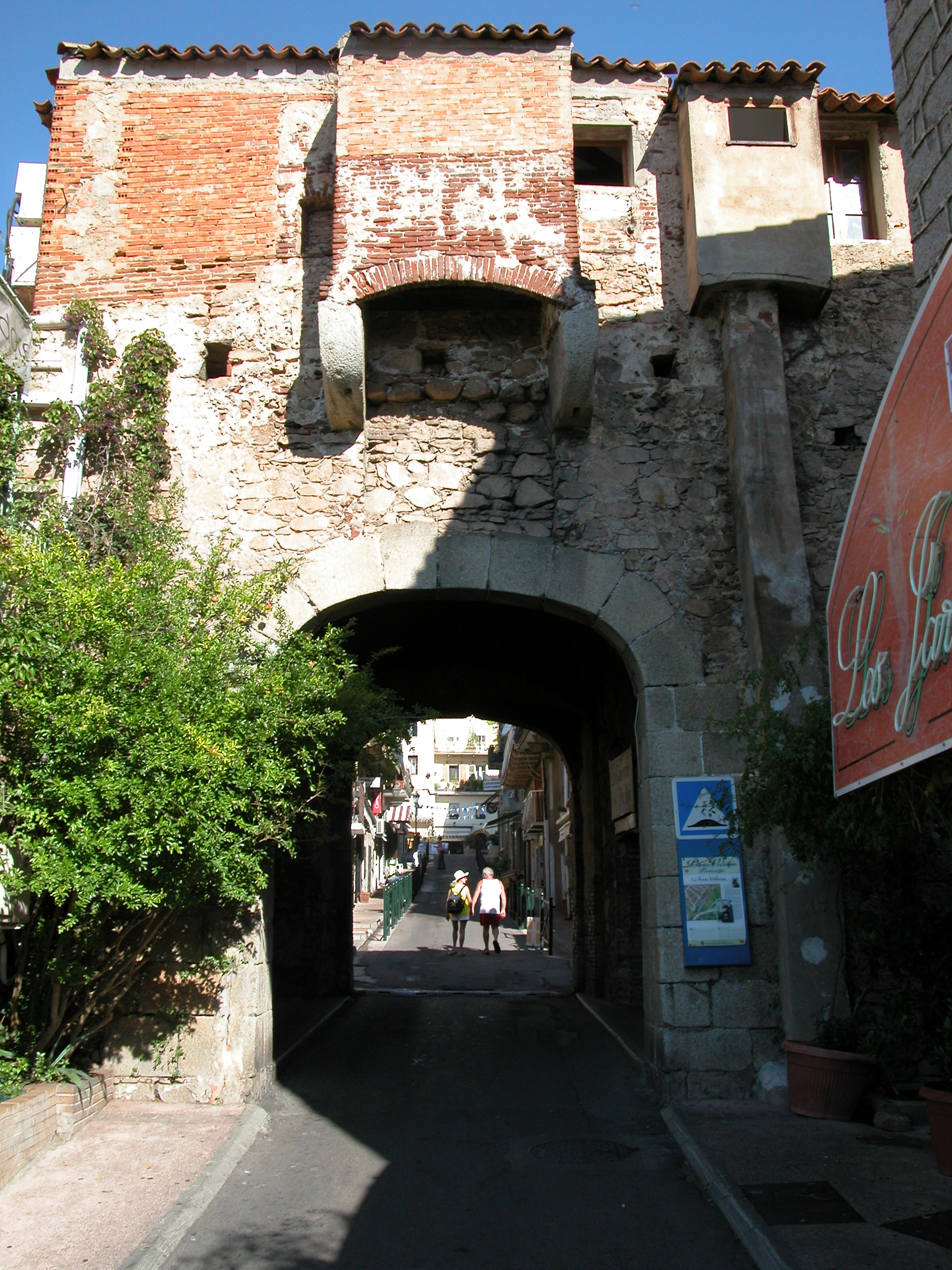
La Porte Génoise
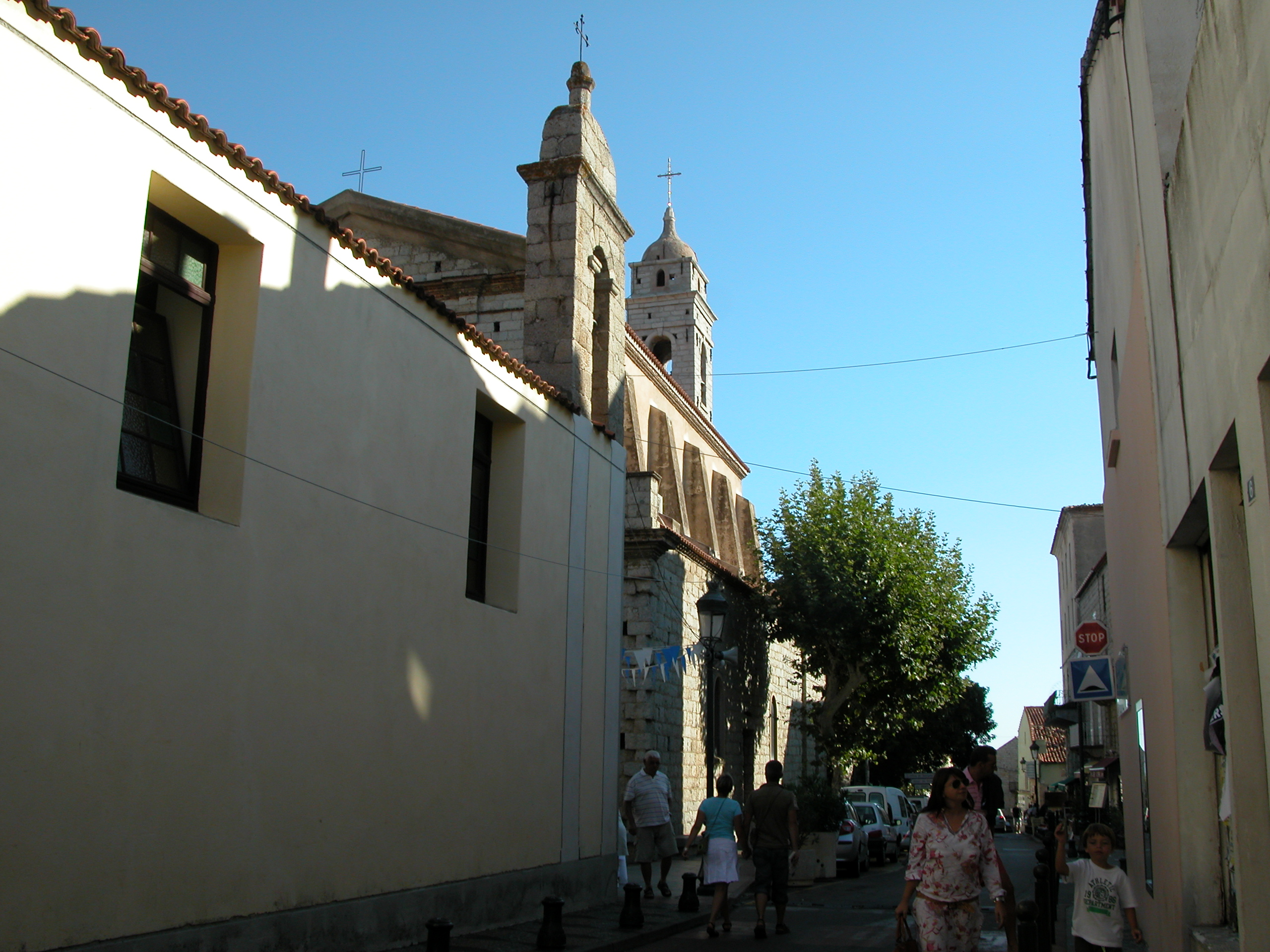
Iglesia Saint-Jean-Baptiste en Porto Vecchio
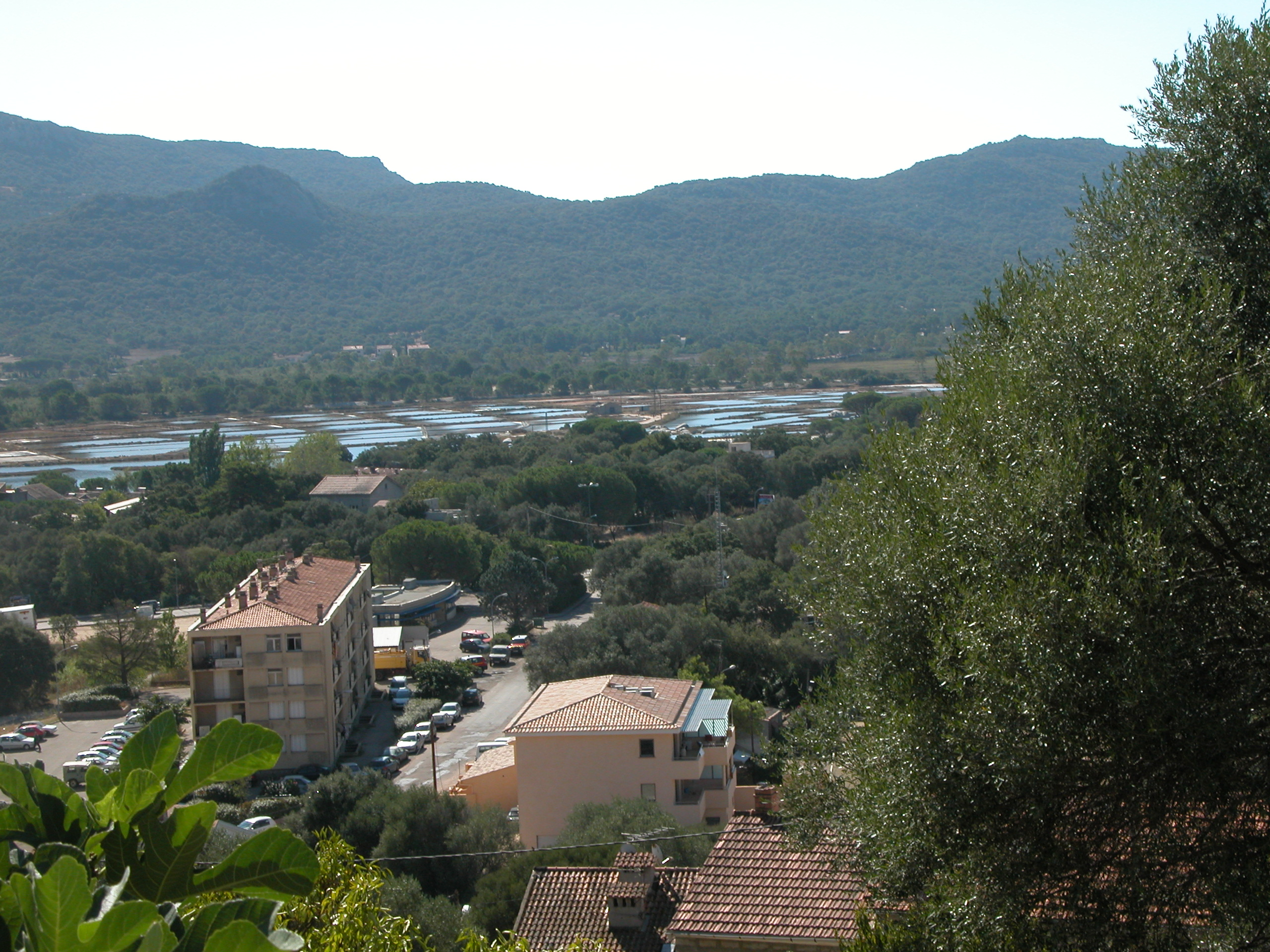
Marismas saladas en Porto Vecchio